# بيتر سيلاجي (سياسي مجري)
بيتر سيلاجي (بالمجرية: Szilágyi Péter)‏ هو سياسي مجري، ولد في 6 يناير 1981 في بودابست في المجر. حزبياً، نشط في LMP – Hungary's Green Party ‏. وقد انتخب عضو الجمعية الوطنية المجرية.